# Giusy Balatresi
Giusy Balatresi, all'anagrafe Giuseppina Balatresi (Pisa, 1950), è una cantante italiana di musica leggera che ha avuto un momento di notorietà fra gli anni sessanta e i primi anni settanta.

## Biografia
Nel 1967 partecipa al CantaPiper, organizzato a Roma dalla RCA Italiana per reclutare nuove leve da lanciare nel mondo della canzone; in seguito a ciò firma un contratto con l'etichetta romana, ed incide il primo 45 giri, con il brano Ragazza di società, seguito da Il sole delle sei/Vecchio Jack.
L'anno successivo incide Una lacrima (di Bigazzi-Cini); il lato B di questo singolo è Con tanti amici (di Casacci-Ciambricco-Alfaro-Tommaso-Cini), sigla finale dello sceneggiato televisivo I ragazzi di padre Tobia, interpretato da Silvano Tranquilli.
Nel 1970 pubblica il suo unico album, contenente alcune cover di canzoni d'autore, fra cui Amore che vieni e amore che vai, di Fabrizio De André, e Lay Lady Lay (Sei come sei), di Bob Dylan, nella versione tradotta da Luigi Albertelli, oltre a brani di autori come Peter, Paul and Mary, Donovan e l'italiano Ugolino.
Ha tentato poi invano di proseguire nella carriera di folksinger.
Fra gli altri brani da lei incisi figura Mi piace la tua faccia, del 1970,  di cui sono stati autori Marcello Marchesi, Popi Minellono e Aldo Buonocore.
Vive a Pisa, lontana dal mondo dello spettacolo.

## Discografia parziale

### Album
- 1970:  Giusy Balatresi (RCA Italiana, PSL 10474)

### Singoli
- 1968: Il sole delle sei/Vecchio Jack (RCA Italiana, PM 3432)
- 1969: Una lacrima/Con tanti amici (RCA Original Cast, OC 4)
- 1970: Magnifica età/Mi piace la tua faccia (RCA Italiana, PM 3542; dalla trasmissione televisiva Ti piace la mia faccia?)